# Carl Nassib
Carl Paul Nassib (12 de abril de 1993) é um jogador de futebol americano aposentado que atuava como defensive end na National Football League (NFL). Ele jogou futebol americano universitário pela Penn State e foi então draftado pelo Cleveland Browns em 2016. Ele também jogou pelo Tampa Bay Buccaneers antes de ser contratado pelo Las Vegas Raiders. Nassib anunciou sua aposentadoria da liga em 6 de setembro de 2023.
Em 2021, Nassib se tornou o primeiro jogador da ativa na NFL a abertamente se assumir como homossexual.